# Flaga Galicji i Lodomerii
Flaga Galicji i Lodomerii – flaga wprowadzona na początku XIX w. przez władze austriackie dla Królestwa Galicji i Lodomerii. Pozostawała w użyciu do rozpadu Austro-Węgier w listopadzie 1918.

## Historia
Do roku 1849 Galicja i Lodomeria były połączone w jedną prowincję z Bukowiną i używały flagi niebiesko-czerwonej (2 poziome pasy: górny niebieski, dolny czerwony). Po oddzieleniu Galicji od Bukowiny w 1849 Księstwo Bukowiny zachowało dawną wspólną flagę, a Galicja otrzymała nową, składającą się z trzech poziomych pasów: niebieskiego, czerwonego i żółtego.
Flaga ta pozostała w użytku do roku 1890, kiedy Galicja i Lodomeria otrzymały nową flagę, tym razem złożoną z dwóch poziomych pasów: czerwonego i białego. Miller podaje barwę amarantową w tej ostatniej wersji flagi Galicji, która pozostała w użytku do końca istnienia Królestwa Galicji (1918), jednak oficjalna austro-węgierska "Wappenrolle" z 1898 r. ilustruje flagę Galicji wyraźnie w kolorach czerwonym i białym. W "Wappenrolle", pośród flag o nieoficjalnym charakterze, znajdujemy flagę amarantowo-białą, gdzie jest ona określona jako "barwy narodowe Polaków" ("Nationalfarben der Polen"), ale absolutnie nie jako flaga Galicji.
Należy więc przyjąć kolory podane w "Wappenrolle" (czerwony i biały) jako kolory Galicji w latach 1890–1918, a nie amarantowy i biały, jak to jest u Millera.

## Galeria

Flaga Galicji do 1849
Flaga Galicji w latach 1849–1890
Ostatni wzór flagi używany w latach 1890–1918